# Santa Gertrudis de Fruitera
Santa Gertrudis de Fruitera är ett samhälle i Spanien.   Det ligger i regionen Balearerna, i den östra delen av landet, 500 km öster om huvudstaden Madrid. Santa Gertrudis de Fruitera ligger 121 meter över havet och antalet invånare är 2 184. Det ligger på ön Ibiza.
Terrängen runt Santa Gertrudis de Fruitera är kuperad åt nordväst, men åt sydost är den platt. Runt Santa Gertrudis de Fruitera är det tätbefolkat, med 493 invånare per kvadratkilometer. Närmaste större samhälle är Santa Eulària des Riu, 9,3 km öster om Santa Gertrudis de Fruitera. 